# 씨메스
씨메스(CMES Inc.)는 전자상거래 업체인 쿠팡이 투자한 AI 로보틱스 소프트웨어 개발 전문기업이다

## 투자
SK텔레콤이 100억원의 신규 투자를 하여 씨메스의 2대 주주가 됐다 유진투자증권이 2024년 3월 28일에 12만 2400주를 주당 취득가액이 2만4300원에 약 30억원 어치를 매입하였다

## 상장
2024년 10월 24일 주관사는 삼성증권, 유안타증권, 유진투자증권으로 공모가 3만원(희망공모가밴드 2만~2만 4000원)으로 하여 내 코스닥 시장에 상장하였다

## 같이 보기
- 라온테크

## 참고문헌
1. ↑  이승호, GS리테일, 씨메스에 40억원 신규 투자..물류 효율화 제고, 아이투자, 2021년 12월 7일
2. ↑  박경일, SKT, 로봇 비전 스타트업 '씨메스'에 100억원 투자...AI 로봇 물류 사업 협력, 로봇신문, 2022년 3월 3일
3. ↑  이경주, 씨메스, 밸류 눈높이 대폭 낮췄다,페로타임즈, 2024.08.26
4. ↑  김경택, 씨메스, 증권신고서 제출…10월 코스닥 상장, 뉴시스, 2024.08.23